# David Dodge
Pour les articles homonymes, voir Dodge (homonymie) et David Dodge (homonymie).
David Dodge, né le 8 juin 1943 à Toronto, est un économiste et banquier canadien. Il est gouverneur de la Banque du Canada de 2001 à 2008.

## Biographie

### Formation
David Dodge suit le Ridley College, une école privée de management à Saint Catharines, en Ontario. Il va par la suite l'université Queen's, où il reçoit un diplôme en économie. Il reçoit son Ph.D. en 1972 à l'université de Princeton. 

### Carrière
Il est d'abord professeur assistant d'économie à l'université Queen's, puis professeur assistant des études canadiennes et du commerce international à l'école de hautes études internationales à l'université Johns-Hopkins. Il est professeur émérite à la faculté de commerce de l'université de la Colombie-Britannique et professeur temporaire au département d'économie de l'université Simon Fraser. 
Il a aussi été nommé directeur du programme de commerce international[Quand ?] de l'institut de recherche de politique publique. En 1992, il est nommé [sous-ministre des Finances (Canada].  En 1998, il est nommé sous-ministre de la Santé (Canada).
Il est gouverneur de la Banque du Canada du 1er février 2001 au 31 janvier 2008. Il est remplacé par Mark Carney. 
En tant qu'ancien gouverneur, il est aussi président du conseil d'administration de la banque.